# Grover Beach
Grover Beach est une municipalité américaine du comté de San Luis Obispo, en Californie. Sa population était de 13 156 habitants au recensement de 2010.

## Démographie
| 2000   | 2010   | - | - | - | - |
| ------ | ------ | - | - | - | - |
| 13 067 | 13 156 | - | - | - | - |